# La Chaume
La Chaume ist eine französische Gemeinde mit 97 Einwohnern (Stand 1. Januar 2022) im Département Côte-d’Or in der Region Bourgogne-Franche-Comté. Sie gehört zum Arrondissement Montbard und zum Kanton Châtillon-sur-Seine. 
Sie grenzt im Nordwesten an Veuxhaulles-sur-Aube, im Norden an Boudreville, im Nordosten an Dancevoir und Lignerolles, im Osten an Les Goulles, im Südosten an Lucey, im Süden an Leuglay (Berührungspunkt), im Südwesten an Voulaines-les-Templiers und im Westen an Louesme.

## Bevölkerungsentwicklung
| Jahr                       | 1962 | 1968 | 1975 | 1982 | 1990 | 1999 | 2008 | 2016 |
| -------------------------- | ---- | ---- | ---- | ---- | ---- | ---- | ---- | ---- |
| Einwohner                  | 182  | 135  | 140  | 132  | 135  | 136  | 132  | 105  |
| Quellen: Cassini und INSEE |      |      |      |      |      |      |      |      |